# كاناي ياماموتو
كاناي ياماموتو (باليابانية: 山本鼎؛ بالكانا: やまもと かなえ) فنان ياباني اشتهر بشكل خاص ببصمته الفنية ولوحاته ذات الطابع الغربي «يوغا». ينسب إليه الفضل في تأسيس حركة السوساكو هانغا (المطبوعات الإبداعية)، التي تهدف إلى التعبير الذاتي من خلال النقش، على عكس النمط التجاري الذي تتبعه أنظمة الاستديو مثل أوكيو-إي وشين-هانغا. ابتكر حركات جديدة في الفن الشعبي وتعليم فن الأطفال، استمر تأثيرها في اليابان.
تدرب كاناي كنقاش للخشب على النمط الغربي قبل دراسته للوحات هذا النمط. أنجز خلال دراسته في مدرسة الفنون نقشًا من لونين لصياد كان قد رسمه خلال رحلة إلى تشيبا. شجعت أعماله على الاهتمام بالقدرة التعبيرية للنقش التي تطورت فيما بعد إلى حركة سوساكا-هانغا. عاد كاناي إلى اليابان بأفكارٍ جمعها من معارض الفلاح الحرفية وفن الأطفال في روسيا خلال الفترة التي قضاها في أوروبا منذ عام 1912 وحتى عام 1916. أسس في أواخر العقد الأول من القرن العشرين حركات فنية شجعت الحرف الإبداعية للفلاح وتعليم الفنون للأطفال، وسرعان ما اكتسبت هذه الأخيرة مؤيدين كثر، لكنها قمعت في ظل تنامي النزعة العسكرية في اليابان. شهدت هذه الأفكار إعادة إحياء بعد الحرب العالمية الثانية.
تخلى كاناي في أواخر عشرينيات القرن العشرين عن فن النقش على الرغم من دعمه الدائم لهذا الفن وكرس إنتاجه الفني للرسم، حتى تعرض لسكتة دماغية عام 1942. أمضى ما تبقى من سنواته في جبال ناغانو في مدينة ويدا، حيث أقيم الصرح التذكاري لكاناي ياماموتو في عام 1962.

## حياته ومهنته

### النشأة وتدريبه (1882-1907)
ينحدر كاناي ياماموتو من عشيرة إيري من هاتاموتو ساموراي التي كانت في الخدمة المباشرة لشوغونيت توكوغاوا في إيدو في اليابان الإقطاعية (طوكيو الحديثة). توفي جده في عام 1868 في معركة إينو، خلال حرب بوشين التي أدت إلى سقوط الشوغونيت واستعادة الميجي للحكم وإعادة السلطة للإمبراطورية. نشأ والد كاناي، إيشيرو الذي أصبح يتيمًا في أوكازاكي في مقاطعة آيتشي، وما تزال طريقة وصوله إلى هناك محط تساؤل. أقدم على رعاية إيشيرو واحد من المتخصصين في الطب الصيني واسمه رايوساي ياماموتو، الذي كانت نيته من ذلك تزويج إيشيرو لابنته «تايك» التي كانت البنت الكبرى لأبناء الأسرة التسعة.
ولد كاناي في 24 أكتوبر عام 1882 في تينما-دوري في حي تشوم في أوكازاكي. أراد رايوساي من إيشيرو أن يواصل مهنة العائلة في الطب، لكن عندما أعلنت حكومة ميجي أنها ستمنح التراخيص الطبية لمن يمارس الطب الغربي فقط، سافر إيشيرو إلى طوكيو للدراسة بعد فترة قصيرة من ولادة كاناي. استقر في منزل والد موري أوغاي حيث أدى الأعمال المنزلية لكسب عيشه. شارك إيشيرو في مرحلة ما بهدف تطوير دراسته، في عمل سري لنبش القبور الحديثة وتشريح الجثث.
انتقل كاناي مع والدته إلى طوكيو حيث يقيم والده إيشيرو في عمر الخامسة، واستقرا في منزل سكني في منطقة سانيا. عملت والدته بالخياطة لتساعد في إعالة الأسرة، ومع أختها تاما في الخدمة المنزلية لعائلة موري، وهكذا كان كاناي يلتقي أحيانًا مع ابن خالته الأصغر موراياما كايتا، الذي سعى أيضًا، كما كاناي، للعمل في مجال الفن. طلب الرسام هارادا ناوجيرو الذي أصبح صديقًا لأوغاي عندما درس الاثنان معًا في ألمانيا، من والدة كاناي التي التقاها في منزل موري، أن تكون عارضة للوحة كانون بوديساتفا راكبة التنين في عام 1890. أسهمت تلك الأحداث ربما في اجتذاب كاناي لعالم الفن.
أنشأ إيشيرو ابنه كاناي على المبادئ التعليمية الليبرالية لناكاي شومين. كان إيشيرو مسؤولًا عن رعاية خمسة من أشقاء زوجته، مما لم يسمح لكاناي بمواصلة تعليمه فاضطر للانقطاع عن المدرسة بعد أربع سنوات من الدراسة الابتدائية، أي في عمر الحادية عشرة، وذلك بسبب الأعباء المادية التي تكفلت بها الأسرة. أصبح بعدها متدربًا على نقش الخشب وأجاد التقنيات الغربية للتدرج اللوني في ورشة ساكوراي توراكيشي في شيبا. ركز في تدريباته على الرسوم التوضيحية للكتب والصحف، بما يتضمن طباعة النصوص والنقش الصوري. سرعان ما تطورت مهاراته فنال المديح والثناء ممن كان يعمل معهم. شهدت تكنولوجيا الطباعة في تلك الفترة تغيرًا سريعًا، فأصبحت في الواجهة بعد الحرب الصينية اليابانية الأولى، ووثقت في وسائل الإعلام المختلفة كاللوحات والمطبوعات الخشبية والصور. أنهى كاناي تدريبه في سن الثامنة عشرة، ثم قضى سنة من الخدمة الإلزامية مع ساكوراي. حصل إيشيرو في هذه الأثناء مع حلول عام 1896 على رخصة مزاولة الطب وأنشأ عيادة في كانغاوا (اليوم هي جزء من يودا)، وهي قرية في مقاطعة ناغانو.
قاد التطور السريع الذي شهدته تكنولوجيا الطباعة والنقش، كاناي إلى التساؤل حول آفاق مستقبله في نقش الخشب. طمح كاناي إلى أن يصبح رسامًا، لكنه كان يعلم أن أباه الغارق في الديون غير قادر على دفع تكاليف مدرسة الفنون. فالتحق سرًا بمدرسة طوكيو للفنون الجميلة، وكان من معلميه في تلك المدرسة كل من ماساكي ناوهيكو وإيوامورا تورو وكورودا سيكي.
عمل كاناي في وظائف غريبة في الطباعة لصالح أرباب عمل مثل صحيفة هوتشي شيمبون ليدفع تكاليف دراسته. استقر في منزل صديقه إيشي هاكوتي منذ فبراير 1903، وهو الابن الأكبر للفنان إيشي تيكو. لطالما تحدث كاناي عن الفن مع فنانين طموحين آخرين أقاموا معه في ذلك المنزل خلال سهراتهم الليلية، واستأجروا عارضة لرسمها مرة كل شهر.

### المطبوعات وسوساكو هانغا (1904-1911)
انضم كاناي إلى مجموعة من الأصدقاء في يوليو 1904 في رحلة إلى تشوتشي في مقاطعة تشيبا، حيث مكثوا بالقرب من مصب نهر تون. رسم كاناي هناك صورة لصياد يرتدي زيًّا احتفاليًّا وينظر إلى ميناء. عند عودته استخدم هذا الرسم كقالب أساسي للنقش على الخشب. نقش كاناي على وجهي قطعة خشبية: على الوجه الأول، نقش مستخدمًا أوكسيد الرصاص الأصفر بحيث ملأ كل الفراغات باستثناء المنديل على رأس الصياد، أما على الوجه الآخر: نقش الخطوط الخارجية والتفاصيل مستخدمًا اللون الأسود. رأت المؤسسة الفنية حينذاك أن الطباعة على الخشب تعتبر مشروع تجاري أدنى مرتبة مما يسعى إليه فنان طموح.
لاحظ هاكوتي هذا العمل الفني ونشره في إصدار يوليو من مجلة مايوهو الأدبية. كذلك وصفت مجلة إيشي هذا العمل بالثوري في إصدار لها في يوليو أيضًا، لأنه كان وسيلة للتعبير عن الألم الذاتي العفوي، بالإضافة إلى استخدامه لأساليب إيشي المرتبطة بتقاليد أوكييو-إي. سرعان ما أطلق على أسلوب إيشي اسم توغا الذي أصبح موضوعًا شائعًا ضمن أوساط مايوهو. هذا ما تطور فيما بعد ليصبح حركة سوساكو- هانغا (الطباعة الإبداعية).
زار كاناي والديه في ناغانو خلال صيف عام 1905، حيث رسم اللوحة الزيتية موسكيتو نيت، وهي أقدم لوحاته الزيتية التي اشتهرت فيما بعد. أسس كل من كاناي وهاكوتي وإيشي تسوزورو وعددًا من الأصدقاء الآخرين في سبتمبر من ذلك العام، مجلة هايتان التي لم تستمر لفترة طويلة ونشروا فيها عددًا من مطبوعاتهم الفنية. ذكر مصطلح هانغا للمرة الأولى في هذه المجلة. استخدم هذا المصطلح بالتبادل مع مصطلح توغا حتى وقت إغلاق المجلة في إبريل عام 1906. توقف استخدام مصطلح توغا بعد ذلك واعتمد استخدام هانغا كمصطلح ياباني حديث للتعبير عن الطباعة بشكلها العام.

## معرض صور

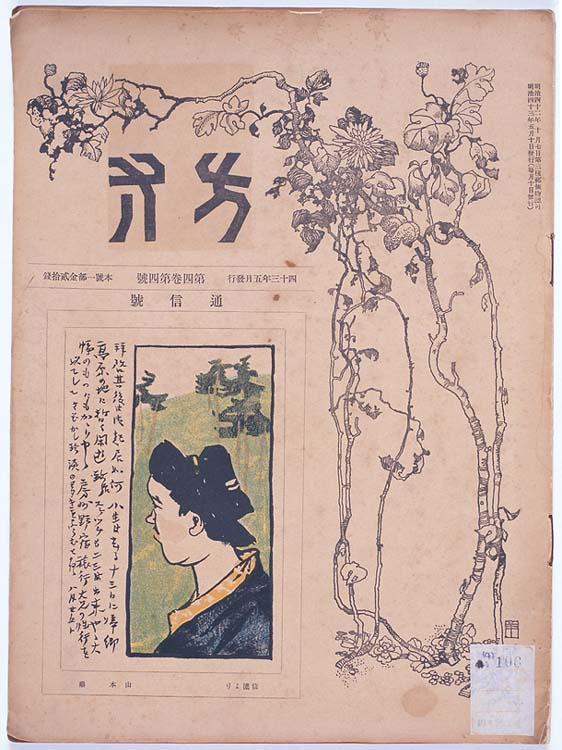
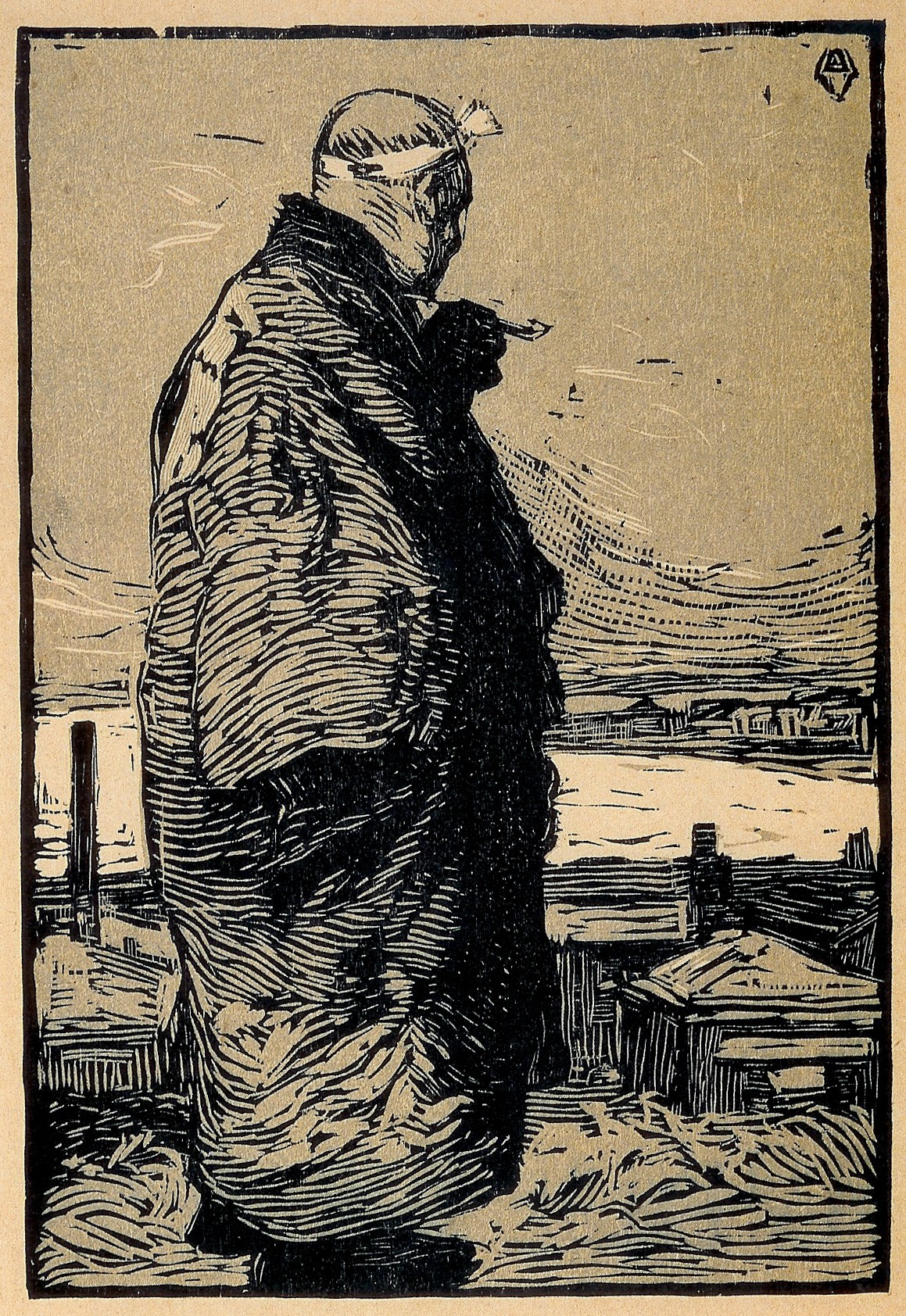
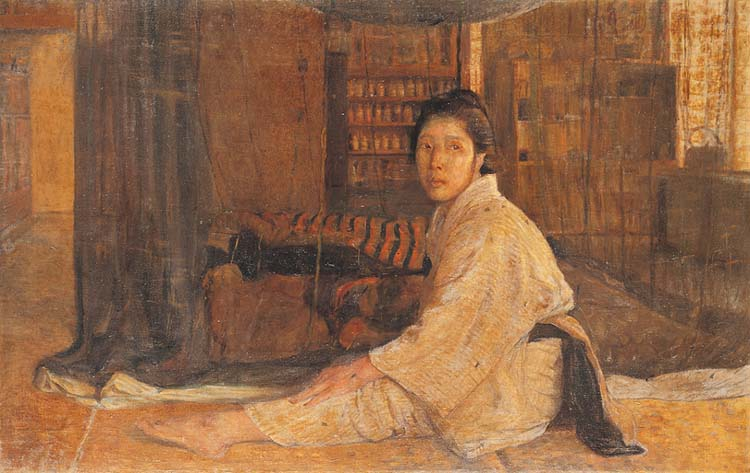

## وصلات خارجية
- كاناي ياماموتو على موقع الموسوعة البريطانية (الإنجليزية)

1. ↑  Kosaki 1979، صفحة 12.
2. ↑  Kosaki 1979، صفحات 12–13.
3. ↑  Kosaki 1979، صفحة 13.
4. ↑  Kosaki 1979، صفحة 18.
5. ↑  Kuboshima 2007، صفحة 50.
6. ↑  Kosaki 1979، صفحة 14.
7. ↑  Kosaki 1979، صفحة 15.
8. ↑  Kosaki 1979، صفحات 15–16.
9. ↑  Nakazawa 1976، صفحة 38.
10. ↑  Kosaki 1979، صفحة 16.
11. ↑  Merritt 1990، صفحة 109.
12. ↑  Merritt 1990، صفحة 110.
13. ↑  Merritt 1990، صفحة 111.
14. ↑  Merritt 1990، صفحة 112.